# Tim Barrow
Timothy Earle Barrow (nacido en 1964) es un diplomático británico, embajador del Reino Unido ante la Unión Europea.
El 4 de enero de 2017 fue nombrado representante permanente del Reino Unido ante la Unión Europea tras la dimisión de Ivan Rogers, y es el responsable de negociar las condiciones del brexit con la Comisión europea.

## Condecoraciones
- Caballero gran cruz de la Orden de San Miguel y San Jorge (GCMG)
- Teniente de la Real Orden Victoriana (LVO)
- Miembro de la Orden del Imperio Británico (MBE)